# Reportage Claudio Baglioni Tour giallo
Reportage Claudio Baglioni Tour Giallo è un VHS di Claudio Baglioni pubblicato nel 1995 e registrato durante il Tour Giallo, effettuato per promuovere l'album Io sono qui.